# أونورهان بابوسكو
أونورهان بابوسكو (من مواليد 5 سبتمبر 2003) هو لاعب كرة قدم نمساوي محترف يلعب كلاعب خط وسط مع Admira Wacker.